# (I'm So) Happy Happy (You're Mine)
"(I'm So) Happy Happy (You're Mine)" is de enige single van de popgroep The Sheilas. Het nummer werd uitgebracht in september 2007. De groep werd opgericht ter promotie van het automerk Sheilas' Wheels. 

## Versies
1. "Radio Edit"
2. "Extended Mix"
3. "Riff & Rays Extended Mix"
4. "Riff & Rays Radio Edit"

## Hitlijsten
| Hitlijst         | Hoogste positie |
| ---------------- | --------------- |
| UK Singles Chart | 91              |